# El Carpio
Pour les articles homonymes, voir Carpio.
El Carpio est une ville d’Espagne dans la province de Cordoue et la communauté autonome d’Andalousie.

## Histoire
Il est fort possible que la citation de Pline l'ancien (III, 10) où il mentionne Onvba, dans cette zone, fasse référence aux origines de El Carpio. La légende Onvuba, apparaît aussi dans les monnaies fabriquées au Ier siècle av. J.-C. Le lieu devait compter avec une importante production agraire puisque dans le revers de ces monnaies apparaissent toujours deux épis de blé tombés, en haut et en bas du nom Onvba.
L'actuelle ville de El Carpio fut fondée dans le premier tiers du XIVe siècle, à partir de la construction de la tour Garcia Méndez par Garcia Méndez de Sotomayor, descendant des conquérants de cette terre, précédant sa participation à une série de faits d'armes à la frontière grenadine (de Grenade) pendant le royaume d'Alfonso XI, qui déplaça au nouvel emplacement à la population qui habitait dans ces terres à l'époque musulmane, la population d'Alcocer (Al-Qusayr).
Alcocer fut conquise par Fernando III, en 1240, qui offrit la ville et la forteresse au Conseil de Cordoue et délimita les termes paroissiales. Une partie de ses termes (de ses terres) fut partagée entre plusieurs membres de la famille qui participa à sa reconquête : les Meléndez ou Mendez de Sotomayor, et postérieurement se réalisèrent d'autres répartitions de ses terres. L'un des descendants de cette famille (Garci Méndez de Sotomayor) réussit à rassembler au début du XIVe siècle les terres offertes par Fernando III, et il fit construire une tour forteresse.
Au tour de la tour, surgit la population de El Carpio. La date de sa fondation correspond à l'année d’achèvement de la tour, en 1325.
L'extension territoriale de l'actuelle ville fut partie, dans l'antiquité, de la ville romaine Sacili Martialium. Un noyau urbain était placé à la ferme d'Alcurrucón — terme urbain de la petite ville de Pedro Abad —, qui possédait rang de ville du droit romain et était incluse dans la convention juridique de Cordoue, équivalent à la démarcation judiciaire.